# Sittard-Geleen

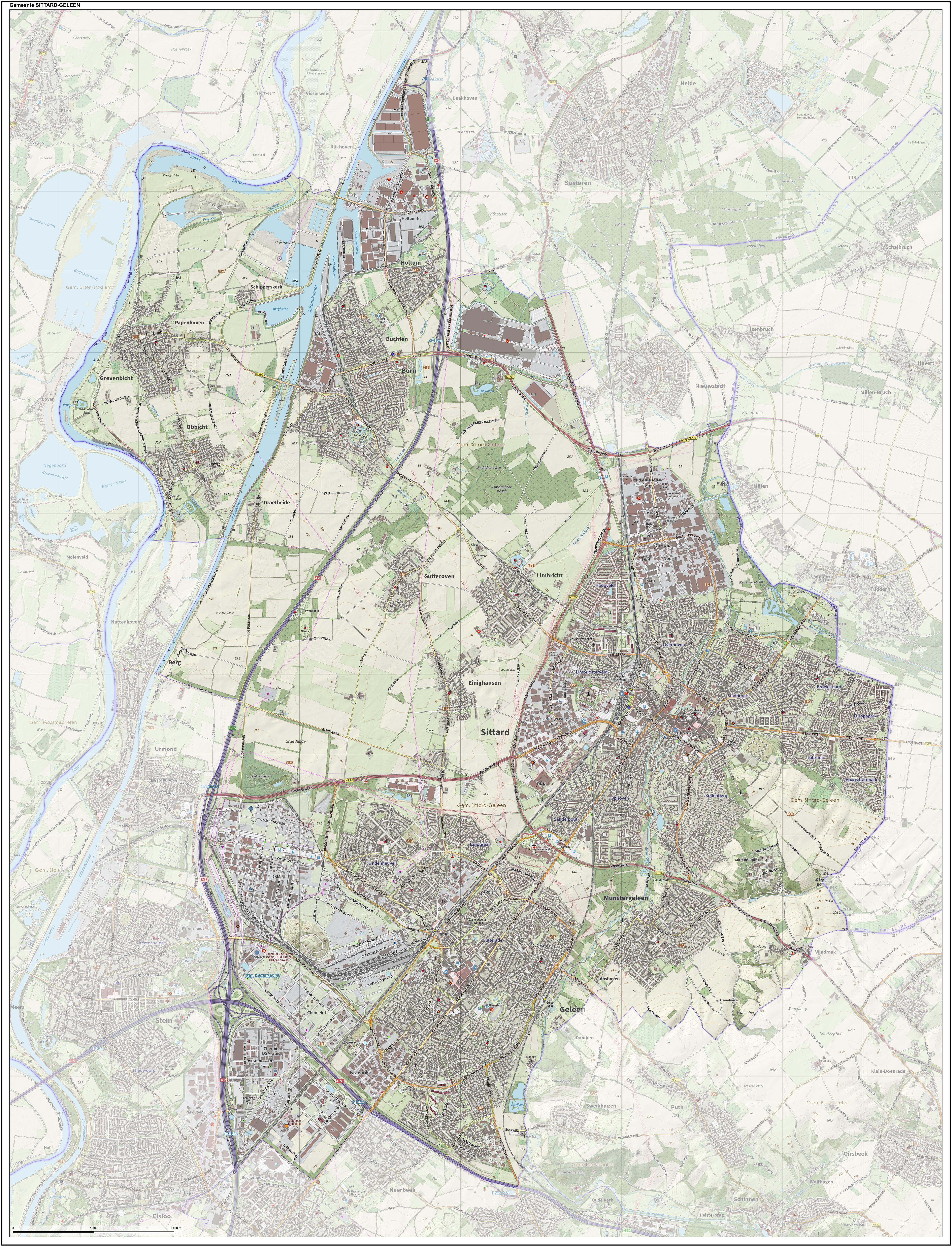
Topografische gemeentekaart van Sittard-Geleen, september 2022

Sittard-Geleen (uitspraakⓘ), waarin ook inbegrepen de vroegere gemeente Born, is een gemeente in het zuiden van de Nederlandse provincie Limburg. Zij wordt wel de noordelijkste gemeente van de streek Zuid-Limburg genoemd, maar ligt eigenlijk in de smalle flessenhals tussen Midden-Limburg en het Zuid-Limburgse heuvelland. De gemeente heeft 92.650 inwoners (22 november 2024, bron: CBS) en is daarmee in dit opzicht de derde gemeente van de provincie, na Maastricht en Venlo. Qua inwonertal komt Sittard-Geleen in Nederland op de 33e plaats. Zij behoort samen met de gemeenten Vaals, Echt-Susteren en Gulpen-Wittem tot de enige vier gemeenten van Nederland die zowel aan Duitsland als aan België grenzen.

## Geschiedenis
In het gebied van de huidige gemeente Sittard-Geleen bevonden zich ooit de oudste dorpen van Nederland. 5000 jaar geleden vestigden zich hier de bandkeramiekers. Deze woonden in kleine nederzettingen met zo'n 50 tot 150 inwoners, in 5 tot 15 vrij grote huizen. Hun woningen lagen op de lössgronden nabij de Geleenbeek. Na zo'n 400 jaar hebben deze eerste, van de landbouw levende, bewoners deze regio weer verlaten. De gehele huidige gemeente behoorde, net zoals nagenoeg het gehele huidige Nederlands gedeelte van Limburg tot 1839 tot het Koninkrijk België.

De stad Sittard kreeg in 1243 stadsrechten. 
Sittard en Born hebben historische banden met de aangrenzende Duitse gemeente Selfkant, vanuit hun gezamenlijke Gulikse geschiedenis.
Geleen werd met onder andere de dorpen Oud-Geleen (of Op-Geleen), Lutterade, Krawinkel en Spaans Neerbeek in 1654 verheven tot graafschap. 
Limbricht was een vrije rijksheerlijkheid en had daarmee een aparte status.
Met de komst van de Franse troepen in 1794 vervielen de aparte posities van de diverse plaatsen. Vanaf 1815, toen dit gebied onderdeel ging uitmaken van het Koninkrijk der Nederlanden, werden er gemeenten gevormd.
- De voormalige gemeente Sittard is geleidelijk ontstaan door samenvoeging van Sittard met Broeksittard (1942), Limbricht (1982) en Munstergeleen (1982). Broeksittard is nu een wijk van Sittard.
- De voormalige gemeente Geleen bestond voor de fusie uit de kernen Oud-Geleen, Lutterade-Krawinkel (het centrum), Lindenheuvel, Kluis, Geleen-Zuid, Haesselderveld en de buurtschap Daniken.
- Born was samen met de kerkdorpen Buchten en Holtum een zelfstandige gemeente tot 1 januari 1982. De voormalige gemeente Born werd vergroot doordat Grevenbicht, Obbicht en Papenhoven grotendeels met Born werden samengevoegd.

In 2001 ontstond de huidige gemeente Sittard-Geleen door de bestuurlijke samenvoeging van de gemeenten Sittard, Geleen en Born. Sinds 27 januari 2005 valt de gemeente onder het grotestedenbeleid, met bijbehorende faciliteiten.

## Ligging
In het westen grenst Sittard-Geleen via de rivier de Maas aan België en in het oosten aan Duitsland. 
| Aangrenzende gemeenten | Aangrenzende gemeenten | Aangrenzende gemeenten | Aangrenzende gemeenten | Aangrenzende gemeenten |
| ---------------------- | ---------------------- | ---------------------- | ---------------------- | ---------------------- |
| Maaseik (B)            |                        | Echt-Susteren          |                        |                        |
|                        |                        |                        |                        |                        |
| Dilsen-Stokkem (B)     | Selfkant (D)           |                        |                        |                        |
|                        |                        |                        |                        |                        |
| Stein                  |                        | Beek                   |                        | Beekdaelen             |

Aan de oostzijde wordt Sittard-Geleen omsloten door heuvelruggen met veel groen en mogelijkheden voor wandelingen. De gemeente wordt van zuid naar noord doorstroomd door de Geleenbeek. In het uiterste westen stroomt – eveneens van zuid naar noord – de Maas.
Qua oppervlakte en door haar bijzondere ligging kan de Duitse gemeente Selfkant wel als Duitse zustergemeente van Sittard-Geleen beschouwd worden.

## Geografie

### Buurtschappen en gehuchten
Naast deze steden en dorpen bevinden zich in de gemeente de volgende buurtschappen en gehuchten (geen wijken):
- Abshoven (bij Munstergeleen)
- Daniken (bij Geleen, gedeeltelijk)
- Graetheide (bij Born)
- Harrecoven (bij Obbicht)
- Rosengarten (bij Einighausen)
- Schipperskerk (bij Grevenbicht-Papenhoven)
- Windraak (bij Munstergeleen)

## Politiek

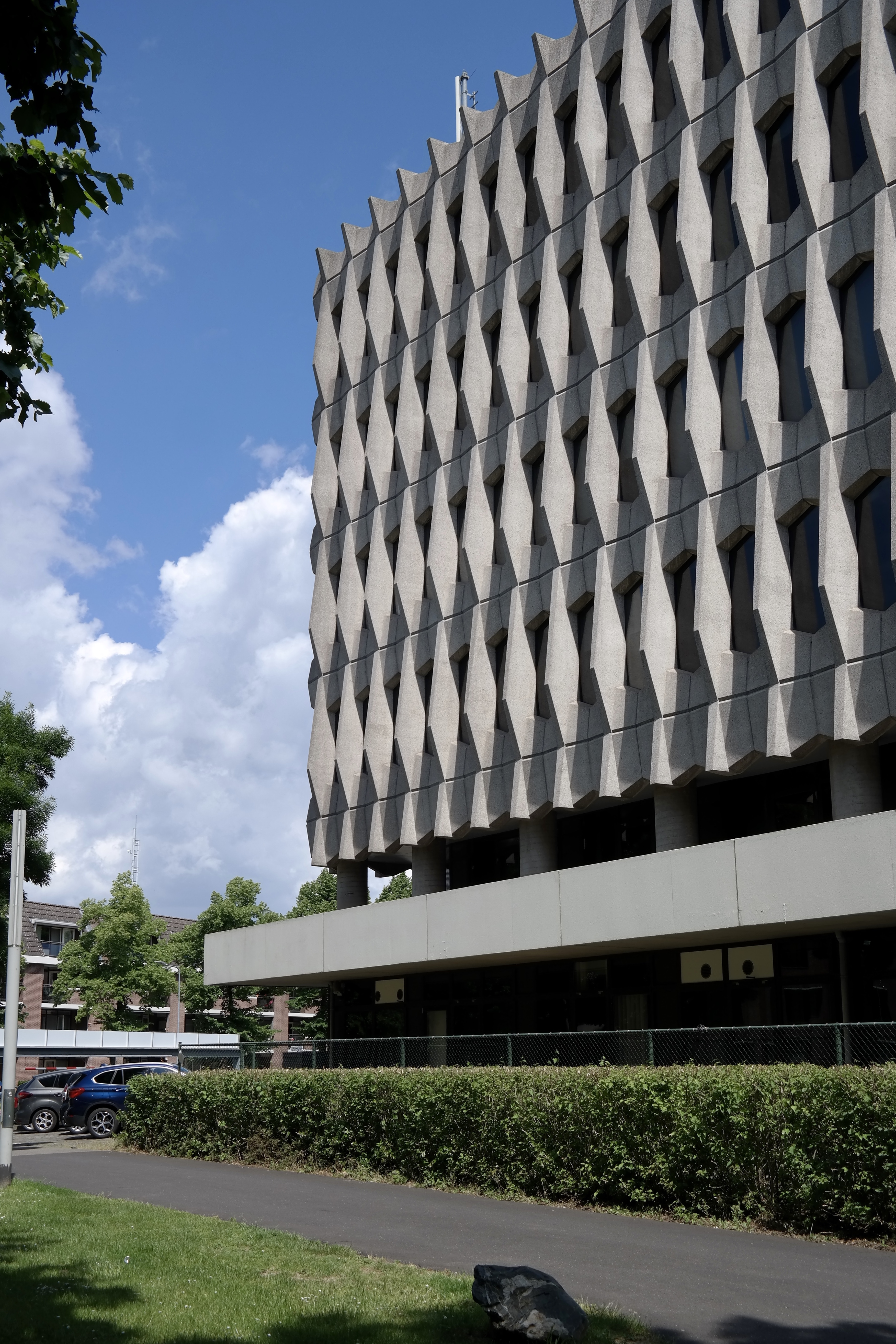
Stadskantoor Sittard-Geleen

| Gemeenteraadsverkiezingen                | Gemeenteraadsverkiezingen | Gemeenteraadsverkiezingen | Gemeenteraadsverkiezingen | Gemeenteraadsverkiezingen | Gemeenteraadsverkiezingen | Gemeenteraadsverkiezingen | Gemeenteraadsverkiezingen | Gemeenteraadsverkiezingen | Gemeenteraadsverkiezingen | Gemeenteraadsverkiezingen |
| Partij                                   | % 2006                    | Zetels 2006               | % 2010                    | Zetels 2010               | % 2014                    | Zetels 2014               | % 2018                    | Zetels 2018               | % 2022                    | Zetels 2022               |
| ---------------------------------------- | ------------------------- | ------------------------- | ------------------------- | ------------------------- | ------------------------- | ------------------------- | ------------------------- | ------------------------- | ------------------------- | ------------------------- |
| GOB                                      | 18,1                      | 7                         | 20,7                      | 8                         | 20,7                      | 8                         | 22,4                      | 9                         | 28,0                      | 12                        |
| CDA                                      | 17,9                      | 7                         | 20,7                      | 8                         | 22,1                      | 9                         | 19,7                      | 8                         | 17,3                      | 7 (8)³                    |
| GroenLinks                               | 15,5                      | 6                         | 11,8                      | 5                         | 6,7                       | 3                         | 9,8                       | 4                         | 12,8                      | 5                         |
| Stadspartij voor Sittard, Geleen en Born | 11,0                      | 4                         | 13,4                      | 5 (6)¹                    | 11,5                      | 4                         | 7,5                       | 3                         | 7,2                       | 3 (3)³                    |
| PVV                                      | -                         | -                         | -                         | -                         | -                         | -                         | 8,2                       | 3                         | 5,7                       | 2 (1)³                    |
| PvdA                                     | 16,0                      | 7                         | 9,1                       | 4                         | 6,1                       | 2                         | 3,6                       | 1                         | 4,7                       | 2                         |
| D66                                      | 1,4                       | 0                         | 4,6                       | 1                         | 5,6                       | 2                         | 5,2                       | 2                         | 4,3                       | 1                         |
| SPA                                      | -                         | -                         | -                         | -                         | -                         | -                         | 2,7                       | 1                         | 4,1                       | 1                         |
| Lokaal Sittard-Geleen-Born               | -                         | -                         | -                         | -                         | -                         | -                         | -                         | -                         | 3,9                       | 1                         |
| VVD                                      | 7,1                       | 2                         | 7,3                       | 3                         | 4,1                       | 1                         | 3,8                       | 1                         | 3,8                       | 1                         |
| Forum voor Democratie                    | -                         | -                         | -                         | -                         | -                         | -                         | -                         | -                         | 3,2                       | 1                         |
| PIT                                      | -                         | -                         | -                         | -                         | -                         | -                         | -                         | -                         | 3,1                       | 1                         |
| DNA                                      | -                         | -                         | -                         | -                         | 8,1                       | 3                         | 7,0                       | 2                         | -                         | -                         |
| SP                                       | -                         | -                         | 4,4                       | 1                         | 9,6                       | 3                         | 6,5                       | 2                         | -                         | -                         |
| 50PLUS                                   | -                         | -                         | -                         | -                         | -                         | -                         | 3,2                       | 1                         | -                         | -                         |
| OPA                                      | -                         | -                         | -                         | -                         | 5,5                       | 2                         | -                         | -                         | -                         | -                         |
| Balans                                   | 4,9                       | 2                         | 3,4                       | 1 (0)¹                    | -                         | -                         | -                         | -                         | -                         | -                         |
| Focus-sgb                                | -                         | -                         | 3,1                       | 1²                        | -                         | -                         | -                         | -                         | -                         | -                         |
| Burger Partij                            | -                         | -                         | 1,5                       | 0                         | -                         | -                         | -                         | -                         | -                         | -                         |
| Overig (2006)                            | 8,1                       | 2                         | -                         | -                         | -                         | -                         | -                         | -                         | -                         | -                         |
| Opkomst / Totaal                         | 62,0                      | 37                        | 54,7                      | 37                        | 53,9                      | 37                        | 55,1                      | 37                        | 49,0                      | 37                        |

¹ Na de gemeenteraadsverkiezingen van 2010 is de fractie van Balans gefuseerd met de Stadspartij.

² Op 25 januari 2011 kwam het tot een splitsing tussen Trots op Nederland en Robert Housmans. Het zojuist genoemde raadslid gaat verder met de partij Focus-sgb.

³ Na de verkiezingen van 2022 stapten Nancy Kaufmann en haar opvolger Bas Hoedemakers over van de Stadspartij naar het CDA. PVV-raadslid Jos Coumans stapte in november 2023 over naar de Stadspartij.
In 2006 behaalden de lijsten TransparanZ en Stadspartij Burgerbelangen Geleen elk 1 zetel.
Het college van B&W bestaat uit (2022-heden):
- burgemeester Hans Verheijen (CDA), burgemeester, portefeuille "Openbare Orde en Veiligheid, samenwerking in de (Eu-)regio en externe betrekkingen"
- wethouder Leon Geilen (gob), 1e locoburgemeester, portefeuille "Stedelijke ontwikkeling, Omgevingsbeleid, Mobiliteit en Leefomgeving, stadsdeelwethouder stadsdeel 3 (Munstergeleen, Windraak, Oud-Geleen/Haesselderveld), Geleen-Zuid, Kluis (Geleen))".
- wethouder Judith Bühler (CDA), 2de locoburgemeester, portefeuille "Middelen, Participatie en Bestaanszekerheid, stadsdeelwethouder stadsdeel 2 (Geleen-Centrum, Geleen-Noord, Lindenheuvel, Chemelotsite)".
- wethouder Yvonne Salvino-Meijer (gob), 3de locoburgemeester, portefeuille "Economie, Arbeidsmarkt, Onderwijs, Communicatie en Dienstverlening, stadsdeelwethouder stadsdeel 1 (Guttecoven, Limbricht, Einighausen, Holtum, Buchten, Born, Hondsbroek, Graetheide, Industrie- en havengebied, Wolfrath, Obbicht, Papenhoven en Grevenbicht)".
- wethouder Andries Houtakkers (CDA), 4de locoburgemeester, portefeuille "Stadsmarketing, Sport, Cultuur en Evenementen, stadsdeelwethouder stadsdeel 4 (Sittard-Centrum, Sanderbout, Ophoven, Kollenberg-Park Leyenbroek, Omgeving Watersley, Limbrichterveld, Hoogveld, Handelscentrum Bergerweg)".
- wethouder Ivo Tillie (gob), 5de locoburgemeester, portefeuille "Duurzaamheid, Klimaat, Landschapsont-wikkeling, Jongeren en Gezondheid, stadsdeelwethouder stadsdeel 5 (Overhoven, Baandert, Stadbroek, Vrangendael, Broeksittard, Kemperkoul, Industriepark Noord, Recreatiegebied Schwienswei)".

Gemeentesecretaris/algemeen directeur:
- John Heesen

### Structuur
| Sittard-Geleen   | Sittard-Geleen   | Supranationaal         | Nationaal            | Nationaal            | Provincie            | Waterschap         | Arrondissement               | COROP-Gebied | Gemeente        |
| ---------------- | ---------------- | ---------------------- | -------------------- | -------------------- | -------------------- | ------------------ | ---------------------------- | ------------ | --------------- |
| Administratief   | Niveau           | Europese Unie          | Nederland            | Nederland            | Limburg              | Limburg            | Limburg                      | Zuid-Limburg | Sittard-Geleen  |
| Administratief   | Bestuur          | Europese Commissie     | Nederlandse regering | Nederlandse regering | Gedeputeerde staten  | Dagelijks Bestuur  | Rechtbank Limburg            | -            | College van B&W |
| Administratief   | Raad             | Europees Parlement     | Eerste Kamer         | Tweede Kamer         | Provinciale staten   | Algemeen Bestuur   | Gerechtshof 's-Hertogenbosch | -            | Gemeenteraad    |
| Kiesomschrijving | Kiesomschrijving | Kiesdistrict Nederland | Provincie Limburg    | Kieskring Maastricht | Kieskring Maastricht | Waterschap Limburg | -                            | -            | Sittard-Geleen  |
| Verkiezing       | Verkiezing       | Europese               | Eerstekamer-         | Tweedekamer-         | Provinciale staten-  | Waterschaps-       | -                            | -            | Gemeenteraads-  |

## Toerisme
Enkele toeristische bezienswaardigheden:
- De Toon Hermanswandeling
- Kasteelpark Born
- Museum het Domein
- Stadbroekermolen
- Ophovenermolen
- Steenfabriek Plinthos
- De Basiliek van Sittard
- De Sint-Janskluis
- Historisch Sittard
- Pater Karel Kapel te Munstergeleen
- Sint-Rosakapel
- Kasteel Born
- Kasteel Limbricht
- Grevenbichtermolen

- Diverse weg- en veldkapellen
- Oktoberfeest Sittard

## Monumenten
In de gemeente zijn er een aantal rijksmonumenten, gemeentelijke monumenten en oorlogsmonumenten, zie:
- Lijst van rijksmonumenten in Sittard-Geleen
- Lijst van gemeentelijke monumenten in Sittard-Geleen
- Lijst van oorlogsmonumenten in Sittard-Geleen

## Infrastructuur
Sittard-Geleen vormt een schakel in het wegverkeer van en naar Zuid-Limburg en kent ontsluitingen via de autosnelwegen A2 (E25): Noord-Zuid (Amsterdam-Maastricht) en via de A76 (E314): Oost-West (Aken-Leuven). Ook de spoorwegen (met drie stations: Sittard, Geleen Oost en Geleen-Lutterade) verbinden de gemeente op regionaal en nationaal niveau. Het station van Sittard is een middelgroot station waar veel overgestapt wordt, er is in vier richtingen een spooraansluiting, waarvan een enkel voor goederen. Per uur rijden vier intercity's naar Eindhoven Centraal en de Randstad, twee naar Maastricht en twee naar Heerlen. In alle richtingen rijden twee stoptreinen per uur. Tussen Sittard en de havens van Born is er een goederenlijn. Chemisch industrieterrein Chemelot heeft een eigen spooraansluiting, die ook verderloopt naar de haven van Stein. Westelijk in de gemeente loopt parallel aan de Maas het Julianakanaal, bij Born liggen drie havens met een totale kadelengte van 1000 meter, toegestane scheepsafmeting: CEMT-klasse Vb schepen, 135 meter lengte. Sittard-Geleen ligt vlak bij de luchthaven in de aangrenzende gemeente Beek (Maastricht Aachen Airport).

## Samenwerkingsverbanden
Samen met de gemeenten Maastricht en Heerlen vormt Sittard-Geleen het samenwerkingsverband Tripool Zuid-Limburg. Deze samenwerking is bedoeld om de economische structuur in het gebied Zuid-Limburg te versterken.
Er bestaat een grensoverschrijdend regionaal cultureel-economisch samenwerkingsverband, de Euregio Maas-Rijn, waarin de nabije Belgische, Nederlandse en Duitse regio's als vijf partners participeren. In 1991 heeft dit een juridische status gekregen. De Euregio manifesteert zich doordat in de desbetreffende gebieden vooral veel samenwerking bestaat tussen universiteiten, hogescholen en het bedrijfsleven. Getalsmatig en qua economisch gewicht zou voor de nieuwe gemeente Sittard-Geleen binnen deze structuur een grotere rol weggelegd kunnen zijn dan voor Sittard en Geleen voorheen. Ook het cultureel-educatieve klimaat van Sittard zou deze status rechtvaardigen.
Vanaf 1 januari 2022 is de gemeente Sittard-Geleen ook lid van de Euregio Rijn-Maas Noord.

### Stedenbanden
De gemeente Sittard-Geleen heeft of had onderstaande stedenbanden.
Born:
- Nauheim (Duitsland), sinds 1972

Geleen:
- Böblingen (Duitsland)
- Pontoise (Frankrijk)
- Maoming (China), sinds 15 januari 2018[8]

Sittard:
- Erkelenz (Duitsland)
- Geilenkirchen (Duitsland)[9]
- Hasselt (België)
- Valjevo (Joegoslavië, 1987 tot 1992)

## Sport

### Fortuna Sittard
In Sittard-Geleen speelt de betaald voetbal vereniging Fortuna Sittard. De club is ontstaan na een fusie tussen RKSV Sittardia uit Sittard en Fortuna '54 uit Geleen op 1 juli 1968. Fortuna'54 won tweemaal de KNVB Beker.

### Kennedymars Sittard
De Kennedymars is een wandeltocht van 80 kilometer die binnen 20 uur gelopen dient te worden. Deze wandeltocht is vernoemd naar de Amerikaanse president John F. Kennedy (1917-1963). In verschillende Nederlandse steden wordt jaarlijks een kennedymars georganiseerd, de grootste en bekendste Kennedymars die sinds 1963 nog steeds jaarlijks in Nederland gehouden wordt is waarschijnlijk die te Sittard. Daar werd de handschoen opgenomen door vier scholieren van het toenmalige Bisschoppelijk College om in de paasvakantie van dat jaar die 80 km-mars te ondernemen. Zij wisten nog enkele leeftijdsgenoten enthousiast te maken en op 20 april 1963 gingen zeven jongens en vier meisjes op pad voor de drielandentocht; de route liep tevens over Belgisch grondgebied en die eerste keer via het Duitse Heinsberg.[5] Hierna werd dit een jaarlijks terugkerend evenement met massale deelname uit binnen- en buitenland.

### Eaters Limburg
Snackpoint Eaters Limburg, voorheen Smoke Eaters en Eaters Geleen, is een ijshockeyclub uit Geleen. De club werd opgericht in 1968, vlak na de opening van de Geleense ijsbaan aan de Kummenaedestraat, en speelt in de Nederlandse Eredivisie.

### Limburg Lions
De Limburg Lions zijn in 2008 ontstaan door een samenwerking onder de naam Tophandbal Zuid-Limburg tussen Sittardia uit Sittard, Vlug en Lenig uit Geleen en BFC uit Beek. BFC maakte in 2016 bekend om uit het samenwerkingsverband uit te stappen en is sindsdien geen onderdeel meer van de samenwerking.

### DIS-familieloop
Sinds 2006 wordt in Sittard-Geleen jaarlijks de DIS-familieloop gehouden. Dit is een evenement om de inwoners van de gemeente meer in beweging te krijgen. De DIS-familieloop heeft een parcours dat elk jaar verschilt, maar gaat altijd rondom het natuurgebied Watersley. In 2010 lagen de start en de finish op de Markt in Sittard.

### Eneco Tour
Op 16 augustus 2013 is de individuele tijdrit tijdens de Eneco Tour 2013 hier verreden. Op zondag 17 augustus 2014 eindigde de laatste etappe van de Eneco Tour ook in Sittard.